# Antella (Espagne)
Pour les articles homonymes, voir Antella.
Antella (en valencien et en castillan) est une commune de la province de Valence, dans la Communauté valencienne, en Espagne. Elle est située dans la comarque de la Ribera Alta et dans la zone à prédominance linguistique valencienne. Sa population s'élevait à 1 382 habitants en 2013.

## Géographie

Localisation d'Antella
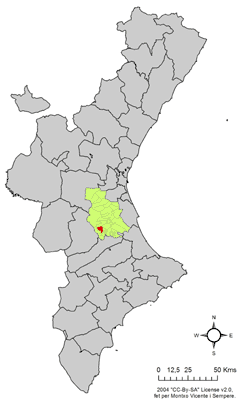
dans la Communauté valencienne.
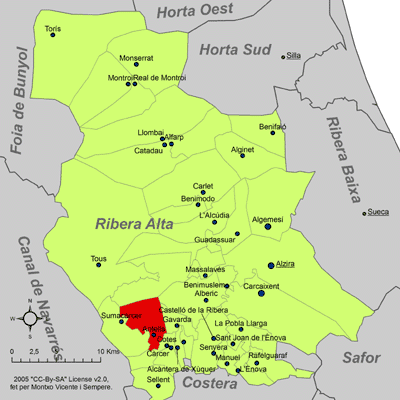
dans la comarque de la Ribera Alta.

### Localités limitrophes
Le territoire municipal d'Antella est voisin de celui des communes suivantes :
Alberic, Alzira, Càrcer, Cotes, Gavarda et Sumacàrcer, toutes situées dans la province de Valence.

## Démographie
| 1990  | 1992  | 1994  | 1996  | 1998  | 2000  | 2002  | 2004  | 2005  |
| ----- | ----- | ----- | ----- | ----- | ----- | ----- | ----- | ----- |
| 1.672 | 1.621 | 1.610 | 1.558 | 1.533 | 1.488 | 1.508 | 1.498 | 1.500 |

## Administration
Liste des maires, depuis les premières élections démocratiques.
| Législature | Nom du Maire                | Parti politique  |
| ----------- | --------------------------- | ---------------- |
| 1979-1983   | Arturo Peris Sales          | Indépendant, CID |
| 1983-1987   | José Pardo Calvo            | PSPV-PSOE        |
| 1987-1991   | José Pardo Calvo            | PSPV-PSOE        |
| 1991-1995   | Vicente Frigols Lila        | Indépendant ADA  |
| 1995-1999   | Jesús Leonardo Gimenez      | PSPV-PSOE        |
| 1999-2003   | Jesús Leonardo Gimenez      | PSPV-PSOE        |
| 2003-2007   | María Isabel Giménez Candel | PP               |
| 2007-2011   | María Isabel Giménez Candel | PP               |

### Sources
- (es) Cet article est partiellement ou en totalité issu de l’article de Wikipédia en espagnol intitulé « Antella » (voir la liste des auteurs).